# Беренд, Нора
Нора Беренд (венг. Berend Nóra, род. 1966, Будапешт) — английский и венгерский историк, профессор Кембриджского университета. Дочь венгерского историка Ивана Беренда, лауреата премии имени Кошута, профессора, бывшего президента Венгерской академии наук, и Розы Беренд. Лауреат Премии Гладстона (2001) (премии Королевского исторического общества за лучшую небританскую историческую работу — за книгу «У ворот христианского мира»).

## Биография
Беренд окончила Будапештский университет в 1989 году. В 1989—1990 годах она училась в аспирантуре в парижской Высшей школе социальных наук в Париже, затем в Нью-Йорке получила степень магистра в 1992 году и степень доктора философии в 1996 году в Колумбийском университете. В период с 1996 по 1999 год Беренд была научным сотрудником с докторской степенью в колледже Святой Екатерины в Кембриджском университете. В 1990—2000 годах была профессором Голдсмит-колледжа Лондонского университета. С 2000 года преподает в Институте истории Кембриджского университета, а также является научным сотрудником Колледжа Святой Екатерины.
Благодаря своим статьям, книгам, презентациям на конференциях и организации крупномасштабного международного исследовательского проекта приобрела серьезную профессиональную репутацию в области медиевистики за последние два десятилетия.
Специализируется на средневековой европейской истории X—XV веков, включая социальную и религиозную историю. Темы её исследований включали изменение детской культуры, положение нехристиан в средневековом христианском обществе, в том числе экономические, социальные, правовые и религиозные взаимодействия, средневековые границы, отношения между христианством и территориальной привязкой власти. Её интересы также включают в себя историю христианства, святости и социальной изоляции.
В период с 2005 по 2009 год организовала международное исследование, основанное на венгерских, польских, чешских и российских исторических исследования, а также на сравнительных исследованиях, сравнивающих Центральную и Восточную Европу со Скандинавией. Исследовательские группы, в состав которых вошли польские, чешские, венгерские, шведские, норвежские, датские и русские специалисты по средневековью, разработали новый обзор общих черт средневековой Центральной и Восточной Европы и Северной Европы на основе совместно разработанной системы критериев и опираясь на регулярные рабочие дискуссии.
В период с 2012 по 2014 год при поддержке Фонда Гумбольдта читала годичный курс «Религия и идентичность в Венгрии и на Пиренейском полуострове» в качестве приглашенного лектора в Рурском университете в Бохуме и в Университете Мангейма.

## Публикации
Полный список:
- Berend, Nora. Central Europe in the high Middle Ages : Bohemia, Hungary and Poland c.900- c.1300 / Nora Berend, Przemysław Urbańczyk, Przemysław Wiszewski. — Cambridge, 2013. — ISBN 0521786959.
- The Expansion of Central Europe in the Middle Ages / Nora Berend. — Ashgate, 2013. — ISBN 9781409422457.
- Christianization and the Rise of Christian Monarchy: Scandinavia, Central Europe and Rus' c. 900-1200. / Nora Berend. — Cambridge University Press, 2007. — ISBN 978-0521876162.
- Berend, Nora. Christianization and the rise of Christian monarchy : Scandinavia, Central Europe and Rus' c. 900-1200. — Cambridge, UK, 2007. — ISBN 0521876168.
- Abulafia, David. Medieval frontiers : concepts and practices / David Abulafia, Nora Berend. — Aldershot, Hants, England, 2002. — ISBN 9780754605225.
- Berend, Nora. At the gate of Christendom : Jews, Muslims, and "pagans" in medieval Hungary, c. 1000-c. 1300. — Cambridge, UK, 2001. — ISBN 9780521651851.
  - На венгерском: *Berend Nóra. A kereszténység kapujában. — Attraktor Kiadó, 2012. — ISBN 9786155257049.[6][9][10]
- Berend Nóra (6 января 2017). A Szent Jobb: a legenda eredete. Élet és Irodalom. LXI (1).
- Berend Nora: Défense de la chrétienté et naissance d’une identité. Hongrie, Pologne et péninsule Ibérique au Moyen Âge. Annales 58.5. 1009—1029.
- Berend Nóra (31 мая 2016). Keresztény értékek?. Népszabadság. 74 (126.): 10. Дата обращения: 23 августа 2017.
- Berend Nóra. A kormány és a holokauszt. nol.hu (28 мая 2015). Дата обращения: 22 августа 2017.
- Berend Nóra (25 июля 2014). A német megszállás áldozatai?. Népszabadság. 72 (173.): 12. Дата обращения: 23 августа 2017.
- Berend Nóra (13 июня 2014). Az ellenállás morális kötelesség. Népszabadság. 72 (137.): 12. Дата обращения: 23 августа 2017.
- Berend Nóra. Emlékművek és emlékezet. mandiner.hu (30 апреля 2014). Дата обращения: 22 августа 2017.
- Berend Nóra (14 марта 2014). A modell: a „konszolidált" Horthy-rendszer. Népszabadság. 72 (62.): 12. Дата обращения: 23 августа 2017.
- Berend Nóra (31 января 2014). A hamisan fénylő igazság. Népszabadság. 72 (26.): 12. Дата обращения: 23 августа 2017.
- Berend Nóra. Zsinórmérték ma. nol.hu (30 декабря 2013). Дата обращения: 22 августа 2017.
- Veszprémy László (2009). Berend Nóra:Christianization and the rise of Christian monarchy. Századok (2.): 490–493. Дата обращения: 23 августа 2017.
- Berend Nóra: Korlátok és lehetőségek : a bevándorló nemesség a középkori Magyar Királyságban, Redite ad cor. — (2008), p. 607—613.
- The Kingdom of Hungary // Christianization and the rise of Christian monarchy :  [] / Nora Berend. — Cambridge University, 2007. — P. 319—368.. — ISBN 9780511372933.
- La problématique de l’identité, Identités hongroises, identités européennes du Moyen Âge à nos jours. — (2006), p. 15-20.
- Berend Nóra: Magyarország, a kereszténység kapuja: egy ideológia születése, In: Tatárjárás. (Szerk. Nagy Balázs) Budapest, 2003. 613. o.
- Berend Nóra: Hartvic, Life of King Stephen of Hungary. In: Head, Thomas (ed.): Medieval Hagiography: An Anthology. New York-London, 2000. 375—398.;
- Berend Nóra: Az 1279-i «kun törvények» szövege és keletkezési körülményei, A Jászkunság kutatása, 2000. — (2002), p. 147—153.
- Berend Nóra (1997). Paterna devotio vagy propria professio? : a középkori gyerekfelajánlás történetéhez. Aetas (2/3.): 120—136. Дата обращения: 23 августа 2017.
- Berend Nóra (1994). Szent a családban. Aetas (1.): 222—224. Дата обращения: 23 августа 2017.
- Berend Nóra: Marc Bloch a történelem védelmében : Marc Bloch: Apologie pour l’histoire ou métier d’historien, Sic itur ad astra, 1994. (8. évf.) 3-4. sz. 13-17. old.
- Berend Nóra: Györffy György: A magyarság keleti elemei, BUKSZ. — 5. (1993) 4. , p. 497—499.